# Unnao (distrikt)
Unnao är ett distrikt i den indiska delstaten Uttar Pradesh, och hade 2 700 324 invånare år 2001 på en yta av 4 558 km². Det gör en befolkningsdensitet på 592,4 inv/km². Den administrativa huvudorten är staden Unnao. De största religionerna är Hinduism (88,79 %) och Islam (10,99 %).

## Administrativ indelning
Distriktet är indelat i fem kommunliknande enheter, tehsils:
- Bighapur, Hasanganj, Purwa, Safipur, Unnao

## Städer
Distriktets städer är huvudorten Unnao samt Auras, Bangarmau, Bhagwant Nagar, Bighapur, Fatehpur Chaurasi, Gangaghat, Ganj Muradabad, Hyderabad, Kursath, Majhara Pipar Ehatmali, Maurawan, Mohan, Nawabganj, Nyotini, Purwa, Rasulabad, Safipur och Ugu.
Urbaniseringsgraden låg på 15,24 procent år 2001.